# Czynności wykonawcze
Czynności wykonawcze (czynności egzekucyjne) – rodzaj czynności procesowych. Zmierzają do wykonania decyzji procesowej.